# Gran Premio motociclistico della Malesia 2002
Il Gran Premio motociclistico della Malesia 2002 corso il 13 ottobre, è stato il quattordicesimo Gran Premio della stagione 2002  e ha visto vincere la Yamaha di Max Biaggi nella classe MotoGP, Fonsi Nieto nella classe 250 ed Arnaud Vincent nella classe 125.
La gara della 125 è durata 18 giri anziché 19 poiché il segnale della fine della gara è stato dato prima che il leader completasse i 19 giri previsti.

## MotoGP

### Arrivati al traguardo
| Pos. | Nº | Pilota                   | Squadra                    | Motocicletta    | Giri | Tempo     | Griglia | Punti |
| ---- | -- | ------------------------ | -------------------------- | --------------- | ---- | --------- | ------- | ----- |
| 1º   | 3  | Max Biaggi               | Marlboro Yamaha            | Yamaha YZR-M1   | 21   | 44:01.592 | 2       | 25    |
| 2º   | 46 | Valentino Rossi          | Repsol Honda               | Honda RC211V    | 21   | +0.542    | 8       | 20    |
| 3º   | 4  | Alex Barros              | West Honda Pons            | Honda RC211V    | 21   | +1.572    | 1       | 16    |
| 4º   | 11 | Tōru Ukawa               | Repsol Honda               | Honda RC211V    | 21   | +2.238    | 6       | 13    |
| 5º   | 74 | Daijirō Katō             | Fortuna Honda Gresini      | Honda RC211V    | 21   | +8.475    | 3       | 11    |
| 6º   | 56 | Shin'ya Nakano           | Gauloises Yamaha Tech 3    | Yamaha YZR-M1   | 21   | +23.000   | 16      | 10    |
| 7º   | 7  | Carlos Checa             | Marlboro Yamaha            | Yamaha YZR-M1   | 21   | +24.360   | 5       | 9     |
| 8º   | 10 | Kenny Roberts Jr         | Telefonica Movistar Suzuki | Suzuki GSV-R    | 21   | +24.709   | 12      | 8     |
| 9º   | 65 | Loris Capirossi          | West Honda Pons            | Honda NSR 500   | 21   | +27.669   | 4       | 7     |
| 10º  | 6  | Norick Abe               | Antena 3 Yamaha d'Antín    | Yamaha YZR 500  | 21   | +41.811   | 11      | 6     |
| 11º  | 33 | Akira Ryō                | Team Suzuki                | Suzuki GSV-R    | 21   | +42.603   | 18      | 5     |
| 12º  | 99 | Jeremy McWilliams        | Proton Team KR             | Proton KR3      | 21   | +45.761   | 7       | 4     |
| 13º  | 17 | Jurgen van den Goorbergh | Kanemoto Racing            | Honda NSR 500   | 21   | +48.316   | 10      | 3     |
| 14º  | 15 | Sete Gibernau            | Telefonica Movistar Suzuki | Suzuki GSV-R    | 21   | +1:01.270 | 15      | 2     |
| 15º  | 8  | Garry McCoy              | Red Bull Yamaha WCM        | Yamaha YZR 500  | 21   | +1:13.096 | 9       | 1     |
| 16º  | 30 | José Luis Cardoso        | Antena 3 Yamaha d'Antín    | Yamaha YZR 500  | 21   | +1:15.503 | 21      |       |
| 17º  | 55 | Régis Laconi             | MS Aprilia Racing          | Aprilia RS Cube | 21   | +1:21.513 | 20      |       |
| 18º  | 21 | John Hopkins             | Red Bull Yamaha WCM        | Yamaha YZR 500  | 21   | +1:42.684 | 19      |       |
| 19º  | 84 | Andrew Pitt              | Kawasaki Racing            | Kawasaki ZX-RR  | 21   | +1:48.156 | 22      |       |

### Ritirati
| Nº | Pilota         | Squadra                 | Motocicletta  | Giri | Griglia |
| -- | -------------- | ----------------------- | ------------- | ---- | ------- |
| 9  | Nobuatsu Aoki  | Proton Team KR          | Proton KR3    | 18   | 13      |
| 31 | Tetsuya Harada | Pramac Honda Racing     | Honda NSR 500 | 11   | 14      |
| 19 | Olivier Jacque | Gauloises Yamaha Tech 3 | Yamaha YZR-M1 | 3    | 17      |

## Classe 250

### Arrivati al traguardo
| Pos. | Nº | Pilota            | Squadra                        | Motocicletta | Giri | Tempo     | Griglia | Punti |
| ---- | -- | ----------------- | ------------------------------ | ------------ | ---- | --------- | ------- | ----- |
| 1º   | 10 | Fonsi Nieto       | Telefonica Movistar-Repsol     | Aprilia      | 20   | 43:28.624 | 1       | 25    |
| 2º   | 24 | Toni Elías        | Telefonica Movistar-Repsol     | Aprilia      | 20   | +0.412    | 3       | 20    |
| 3º   | 4  | Roberto Rolfo     | Fortuna Honda Gresini          | Honda        | 20   | +2.947    | 6       | 16    |
| 4º   | 9  | Sebastián Porto   | Petronas Sprinta Yamaha TVK    | Yamaha       | 20   | +7.910    | 8       | 13    |
| 5º   | 21 | Franco Battaini   | Imola Circuit Exalt Cycle Race | Aprilia      | 20   | +8.581    | 5       | 11    |
| 6º   | 17 | Randy de Puniet   | Campetella Racing              | Aprilia      | 20   | +8.706    | 7       | 10    |
| 7º   | 8  | Naoki Matsudo     | Dark Dog Yamaha Kurz           | Yamaha       | 20   | +19.155   | 14      | 9     |
| 8º   | 7  | Emilio Alzamora   | Fortuna Honda Gresini          | Honda        | 20   | +22.459   | 13      | 8     |
| 9º   | 18 | Shahrol Yuzy      | Petronas Sprinta Yamaha TVK    | Yamaha       | 20   | +22.694   | 12      | 7     |
| 10º  | 42 | David Checa       | Safilo Oxydo Race LCR          | Aprilia      | 20   | +29.350   | 11      | 6     |
| 11º  | 27 | Casey Stoner      | Safilo Oxydo Race LCR          | Aprilia      | 20   | +36.502   | 10      | 5     |
| 12º  | 11 | Haruchika Aoki    | DeGraaf Grand Prix             | Honda        | 20   | +40.016   | 15      | 4     |
| 13º  | 15 | Roberto Locatelli | Motoracing                     | Aprilia      | 20   | +46.558   | 4       | 3     |
| 14º  | 12 | Jason Vincent     | Cibertel Honda BQR             | Honda        | 20   | +49.793   | 18      | 2     |
| 15º  | 13 | Jaroslav Huleš    | Dark Dog Yamaha Kurz           | Yamaha       | 20   | +57.200   | 21      | 1     |
| 16º  | 96 | Jakub Smrž        | DeGraaf Grand Prix             | Honda        | 20   | +1:02.918 | 23      |       |
| 17º  | 19 | Leon Haslam       | Cibertel Honda BQR             | Honda        | 20   | +1:02.950 | 20      |       |
| 18º  | 28 | Dirk Heidolf      | Aprilia Germany                | Aprilia      | 20   | +1:03.369 | 16      |       |
| 19º  | 51 | Hugo Marchand     | Equipe de France - Scrab GP    | Aprilia      | 20   | +1:13.145 | 17      |       |

### Ritirati
| Nº | Pilota         | Squadra                     | Motocicletta | Giri | Griglia |
| -- | -------------- | --------------------------- | ------------ | ---- | ------- |
| 36 | Erwan Nigon    | Equipe de France - Scrab GP | Aprilia      | 14   | 22      |
| 32 | Héctor Faubel  | RFME Equipo Nacional        | Aprilia      | 9    | 19      |
| 6  | Alex Debón     | Campetella Racing           | Aprilia      | 8    | 9       |
| 22 | Raúl Jara      | RFME Equipo Nacional        | Aprilia      | 6    | 24      |
| 3  | Marco Melandri | MS Aprilia Racing           | Aprilia      | 2    | 2       |

## Classe 125

### Arrivati al traguardo
| Pos. | Nº | Pilota            | Squadra                        | Motocicletta | Giri | Tempo     | Griglia | Punti |
| ---- | -- | ----------------- | ------------------------------ | ------------ | ---- | --------- | ------- | ----- |
| 1º   | 21 | Arnaud Vincent    | Imola Circuit Exalt Cycle Race | Aprilia      | 18   | 40:32.656 | 1       | 25    |
| 2º   | 4  | Lucio Cecchinello | Safilo Oxydo Race LCR          | Aprilia      | 18   | +0.278    | 7       | 20    |
| 3º   | 26 | Daniel Pedrosa    | Telefonica Movistar jnr        | Honda        | 18   | +0.345    | 3       | 16    |
| 4º   | 1  | Manuel Poggiali   | Gilera Racing                  | Gilera       | 18   | +0.813    | 2       | 13    |
| 5º   | 22 | Pablo Nieto       | Master-Aspar                   | Aprilia      | 18   | +3.647    | 10      | 11    |
| 6º   | 17 | Steve Jenkner     | UGT 3000 - Abruzzo             | Aprilia      | 18   | +6.288    | 4       | 10    |
| 7º   | 36 | Mika Kallio       | Red Devil Honda                | Honda        | 18   | +13.020   | 14      | 9     |
| 8º   | 80 | Héctor Barberá    | Master-Aspar                   | Aprilia      | 18   | +13.028   | 5       | 8     |
| 9º   | 5  | Masao Azuma       | Tribe by Breil                 | Honda        | 18   | +13.255   | 9       | 7     |
| 10º  | 15 | Alex De Angelis   | Safilo Oxydo Race LCR          | Aprilia      | 18   | +21.494   | 19      | 6     |
| 11º  | 16 | Simone Sanna      | Motoracing                     | Aprilia      | 18   | +25.209   | 22      | 5     |
| 12º  | 41 | Yōichi Ui         | Caja Madrid Derbi Racing       | Derbi        | 18   | +30.511   | 6       | 4     |
| 13º  | 25 | Joan Olivé        | Telefonica Movistar jnr        | Honda        | 18   | +36.548   | 16      | 3     |
| 14º  | 12 | Klaus Nöhles      | PEV Moto ADAC Sachsen          | Honda        | 18   | +45.983   | 11      | 2     |
| 15º  | 34 | Andrea Dovizioso  | Scot Racing                    | Honda        | 18   | +46.435   | 17      | 1     |
| 16º  | 6  | Mirko Giansanti   | Scot Racing                    | Honda        | 18   | +46.466   | 15      |       |
| 17º  | 31 | Mattia Angeloni   | Team Italia                    | Gilera       | 18   | +47.101   | 18      |       |
| 18º  | 9  | Noboru Ueda       | Semprucci Angaia Racing        | Honda        | 18   | +47.690   | 26      |       |
| 19º  | 23 | Gino Borsoi       | UGT 3000 - Abruzzo             | Aprilia      | 18   | +47.724   | 20      |       |
| 20º  | 48 | Jorge Lorenzo     | Caja Madrid Derbi Racing       | Derbi        | 18   | +48.079   | 24      |       |
| 21º  | 77 | Thomas Lüthi      | Elit Grand Prix                | Honda        | 18   | +1:22.654 | 30      |       |
| 22º  | 20 | Imre Tóth         | Semprucci Angaia Racing        | Honda        | 18   | +1:22.721 | 28      |       |
| 23º  | 19 | Alex Baldolini    | UGT 3000 - Abruzzo             | Aprilia      | 18   | +1:22.867 | 32      |       |
| 24º  | 72 | Dario Giuseppetti | FCC - TSR                      | Honda        | 18   | +1:23.046 | 29      |       |
| 25º  | 57 | Chaz Davies       | CWF - Matteoni Racing          | Aprilia      | 18   | +1:36.014 | 31      |       |
| 26º  | 84 | Michel Fabrizio   | Team Italia                    | Gilera       | 18   | +1:36.792 | 21      |       |

### Ritirati
| Nº | Pilota            | Squadra                    | Motocicletta | Giri | Griglia |
| -- | ----------------- | -------------------------- | ------------ | ---- | ------- |
| 42 | Christian Pistoni | Italjet Racing Service     | Italjet      | 16   | 33      |
| 83 | Joshua Waters     | FCC - TSR                  | Honda        | 15   | 34      |
| 8  | Gábor Talmácsi    | PEV Moto ADAC Sachsen      | Honda        | 6    | 23      |
| 37 | Marco Simoncelli  | CWF - Matteoni Racing      | Aprilia      | 5    | 27      |
| 50 | Andrea Ballerini  | Bossini Sterilgarda Racing | Aprilia      | 3    | 13      |
| 11 | Max Sabbatani     | Motoracing                 | Aprilia      | 2    | 8       |
| 33 | Stefano Bianco    | Bossini Sterilgarda Racing | Aprilia      | 1    | 12      |
| 7  | Stefano Perugini  | Italjet Racing Service     | Italjet      | 1    | 25      |